# Otuquisa distincta
Otuquisa distincta is een hooiwagen uit de familie Gonyleptidae.